# Mérytaton
Mérytaton (Aimée d'Aton) est la fille ainée du couple Akhenaton et Néfertiti. Elle naît en l’an IV (ou VI) du règne de son père (-1355 / -1353 à -1338). À Amarna, une stèle commémorative la désigne, à cette époque, comme l’unique fille du roi. À la suite de l'absence de sa mère lors des cérémonies religieuses, à cause d'une mauvaise santé, selon plusieurs égyptologues, c'est Mérytaton qui la remplace et endosse alors le rôle de grande épouse royale auprès de son père. Sa mort demeure inconnue.
Plusieurs hypothèses sont avancées par les égyptologues concernant sa vie : 
- elle pourrait être la reine qui succède à Akhenaton : la reine-pharaon (solution retenue par la grande majorité des spécialistes[1]) sous le nom d'Ânkh-Khéperourê et qui aurait épousé Smenkhkarê, avant la nomination de Toutânkhamon ;
- il est aussi possible que ce soit durant cette période trouble que Mérytaton, reine d'Égypte, veuve, demanda la venue d'un prince des Hittites, pays contre lequel l'Égypte est en guerre, pour régner à ses côtés. Le message est intercepté, et le prince est assassiné à peine entré en Égypte. Cette incroyable lettre est étonnante (rapportée dans un texte découvert à Hattusa, capitale des Hittites) au roi Suppiluliuma Ier, elle offre à un étranger de devenir pharaon. Selon certains spécialistes, Mérytaton en serait l'autrice. Le nom de sa mère Néfertiti est également évoqué. Il s'agirait peut-être de sa sœur Ânkhésenamon, lorsqu'elle fut veuve de Toutânkhamon.
- enfin, selon l'égyptologue Alain Zivie, elle aurait été la même que Maïa, « Mère nourricière » de Toutankhamon, voire la mère biologique de ce dernier.

Selon l'égyptologue français Marc Gabolde, il est probable qu'une grande partie, voire l'ensemble du trésor de Toutânkhamon, soit composé de pièces créées à l'origine pour sa sœur, Mérytaton. Ainsi, certains cartouches dans lesquels est gravé le nom de Toutânkhamon, présentent des signes d'éventuelles anciennes gravures ayant peut-être été effacées, et pouvant correspondre au nom de Mérytaton. Une sculpture culte du trésor de Toutânkhamon, censée le représenter, semble par ailleurs avoir une poitrine, ce qui l'apparenterait plutôt à une femme.
Cette période renferme l'une des intrigues les plus intéressantes de l'antiquité égyptienne : par souci de souveraineté et de légitimité, le roi Horemheb a rayé toute la famille issue des Amenhotep des registres d'administration.

## Généalogie

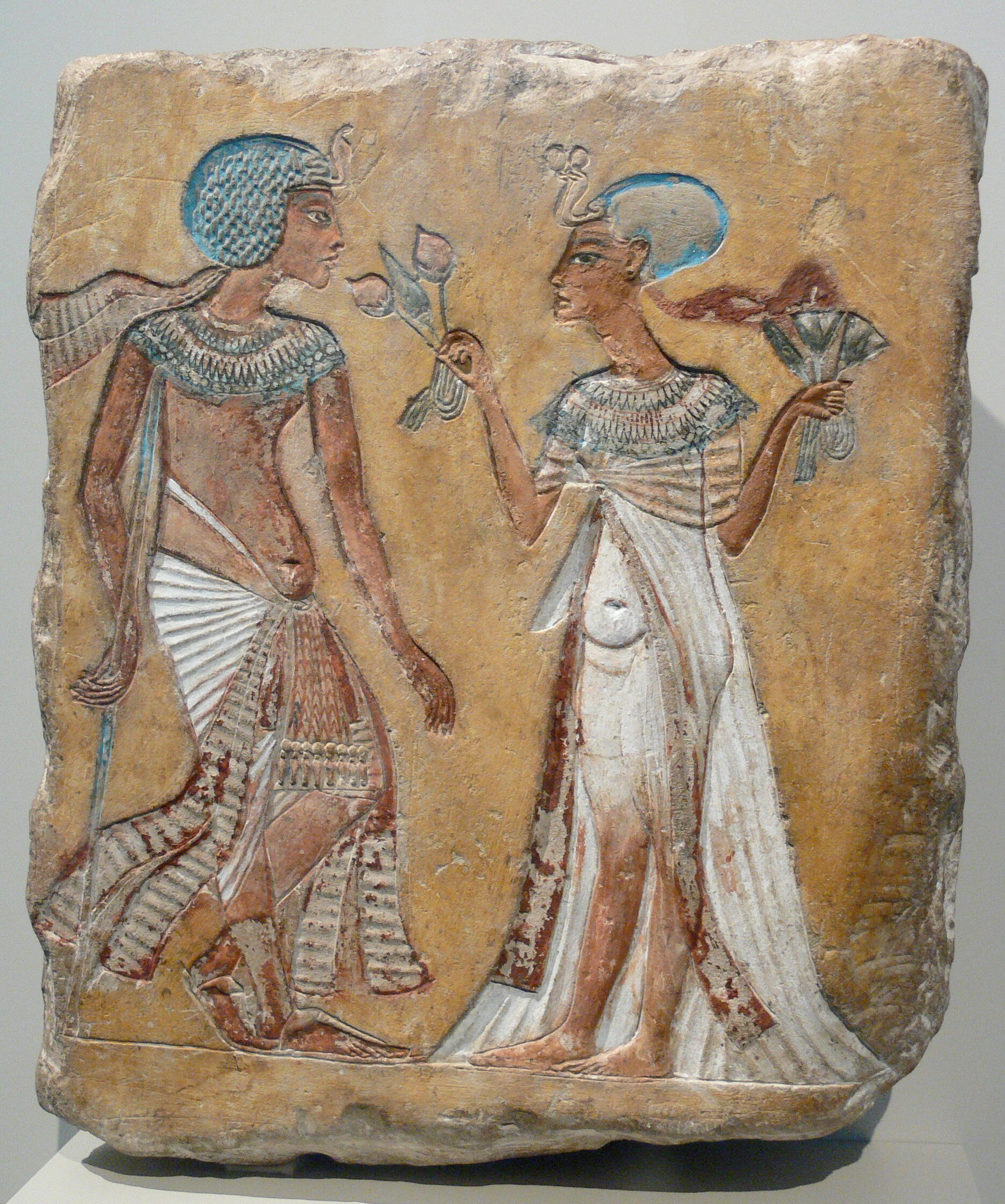
Smenkhkarê et Mérytaton ou Ânkhesenamon et Toutânkhamon — Ägyptisches Museum — Berlin.